# 25-ös főút (Magyarország)

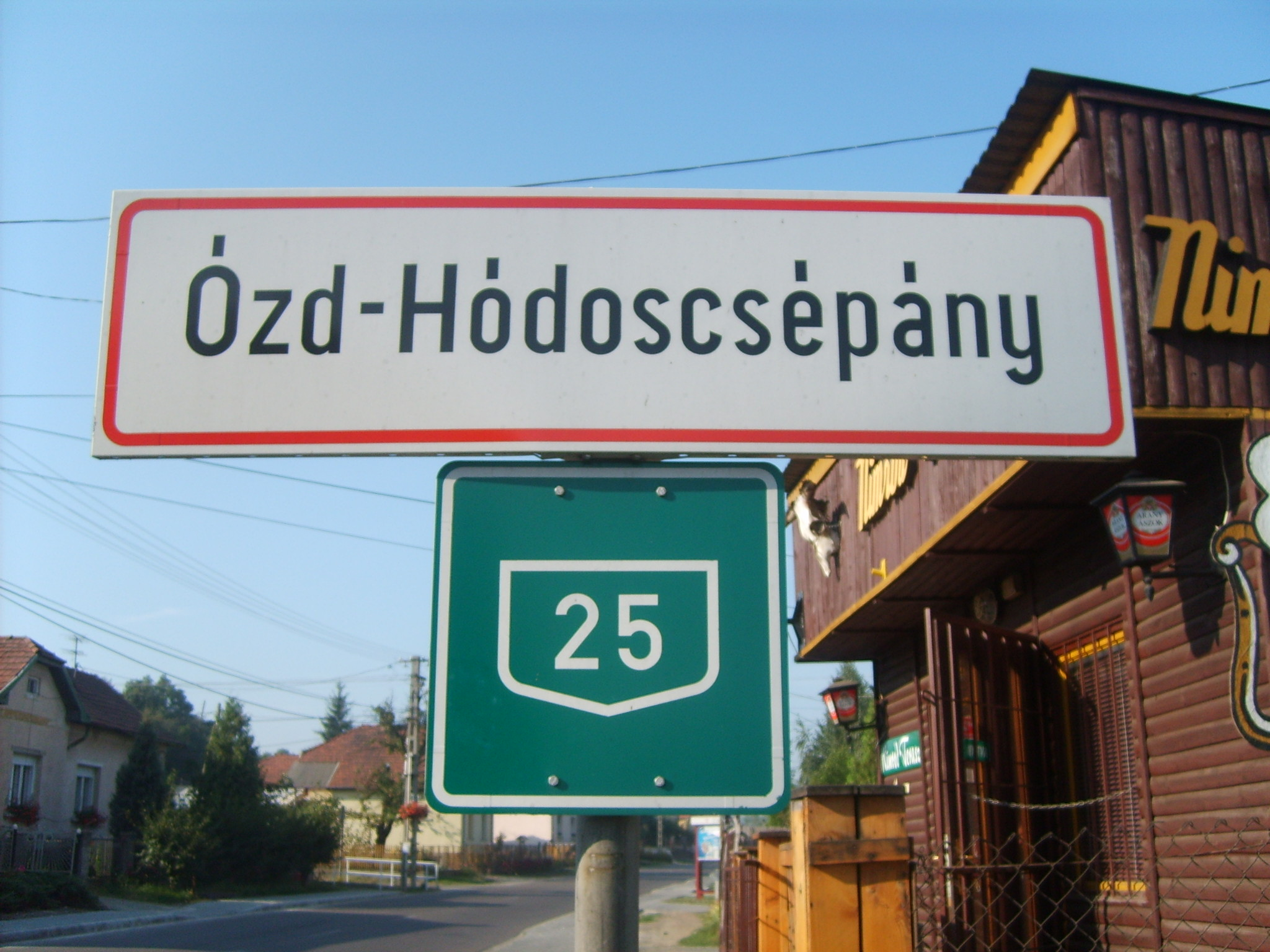
A 25-ös út Hodoscsépánynál

A 25-ös főút észak-magyarországi másodrendű főút a Heves vármegyei Kerecsend és a Borsod-Abaúj-Zemplén vármegyei Bánréve között. Hossza 82 km.

## Fekvése
Kerecsenden indul, a 3-as főútból kiágazva, és Bánrévénél, az országhatár előtt a 26-os útba beletorkollva ér véget. A legfontosabb, útjába eső település Eger.

## Története
1934-ben a kereskedelem- és közlekedésügyi miniszter 70 846/1934. számú rendelete a Kerecsendtől Felnémetig tartó szakaszát másodrendű főúttá nyilvánította, a mai 2505-ös úttal együtt, az ily módon Miskolcig húzódó 22-es főút részeként, folytatását pedig harmadrendű főúttá, Szarvaskőig tartó szakaszát (a mai 2506-os úttal együtt, Vadnáig) a 215-ös, a Szarvaskő-Tarnalelesz közötti szakaszt pedig (a mai 23-as főúttal együtt, Kisterenyéig) a 212-es főút részeként. Tarnalelesz és Bánréve közti szakasza is létezett már abban az időben, de az még csak mellékútnak számított. [Mai kezdeti (kb. 800 méternyi) szakasza, Kerecsend nyugati szélétől annak központjáig valószínűleg a 3-as főút része volt akkor.]
Egy dátum nélküli, feltehetőleg 1950 körül készült térkép Eger és Felnémet közti szakaszát a 22-es főút, Felnémet és Szarvaskő között a 215-ös főút, Ózd környéki szakaszát a 213-as főút részeként tüntette fel, hosszabb szakaszát pedig – nagyjából Szarvaskő és Szentdomonkos között – még mellékúti kiépítettséggel sem szerepeltette.
Egerben a 150 méter hosszú Ráckapu téri felüljáró 1978-1980 között épült.

## Települések
- Kerecsend
- Eger (a 24-es út és a 252-es főút elágazásával)
- Felnémet
- Szarvaskő
- Egercsehi
- Szúcs
- Tarnalelesz (a 23-as út elágazásával)
- Szentdomonkos
- (Bekölce)
- Borsodnádasd
- Járdánháza
- Arló
- Ózd
- (Sajónémeti)
- Sajópüspöki
- Bánréve